# Uniregistry
Uniregistry je stránka která nabízí registraci stránek a taky spravuje domény nejvyšší úrovně .audio, .auto, .blackfriday, .car, .cars, .christmas, .click, .diet, .flowers, .game, .gift, .guitars, .help, .hiphop, .hiv, .hosting, .juegos, .link, .lol, .mom, .photo, .pics, .property, .sexy, a .tattoo. V momentální době bylo přes stránku registrováno 1,3 miliónů adres.